# فان سميث
فـان سميث (بالإنجليزية: Van Smith)‏ هو فنان ماكياج أمريكي، ولد في 17 أغسطس 1945 في ماريانا في الولايات المتحدة، وتوفي بنفس المكان في 5 ديسمبر 2006 بسبب نوبة قلبية.

## وصلات خارجية
- فان سميث على موقع IMDb (الإنجليزية)
- فان سميث على موقع قاعدة بيانات الفيلم (الإنجليزية)